# Walter Alvares Keller

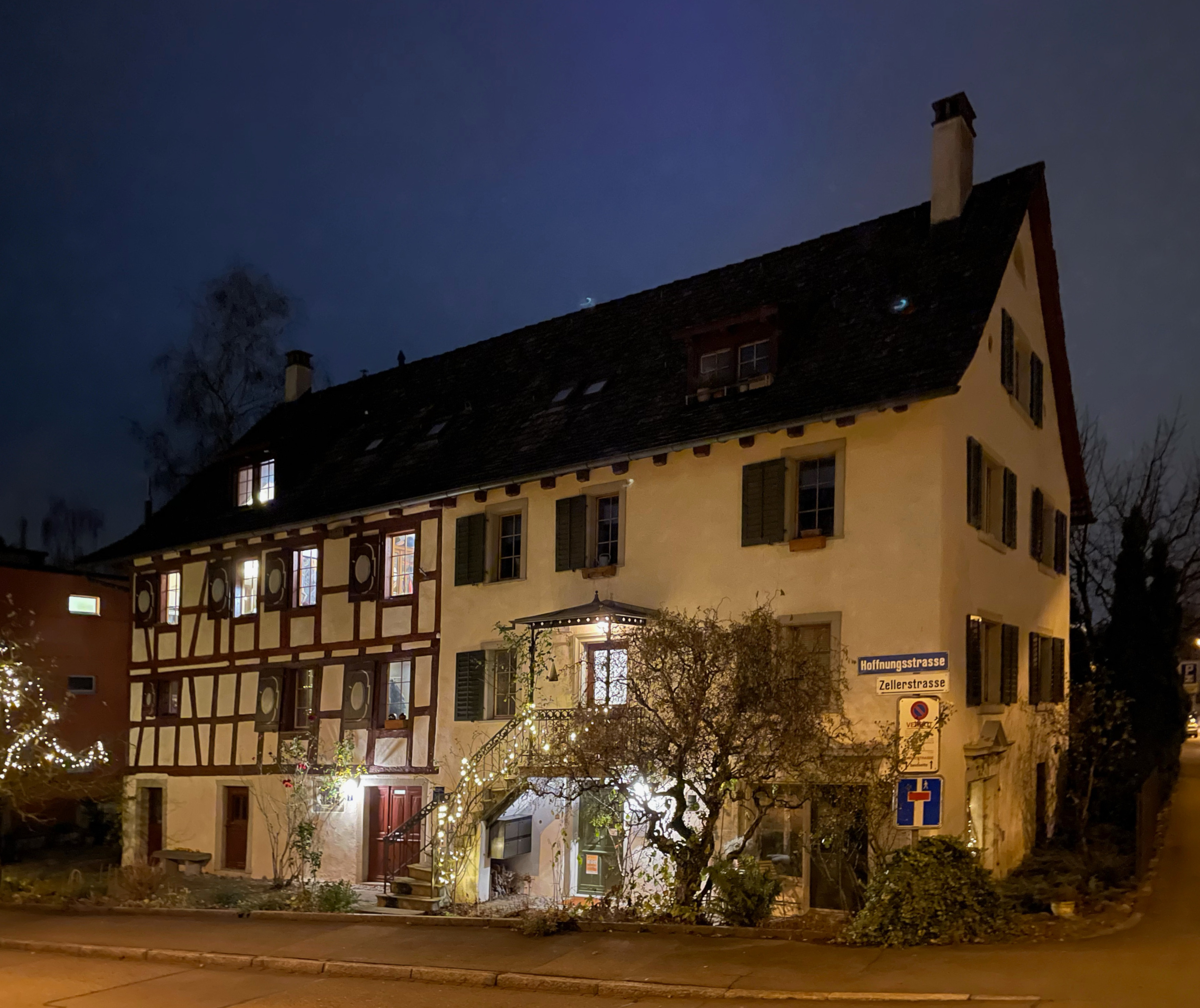
Kellers Geburtshaus an der Hoffnungsstrasse in Wollishofen

Walter Alvares Keller (* 28. Februar 1908 in Zürich; † 2. September 1965 ebenda) war ein Schweizer Autor. In den 1950er- und 1960er-Jahren gehörte er zu den erfolgreichsten Jugendautoren der deutschsprachigen Schweiz.

## Leben

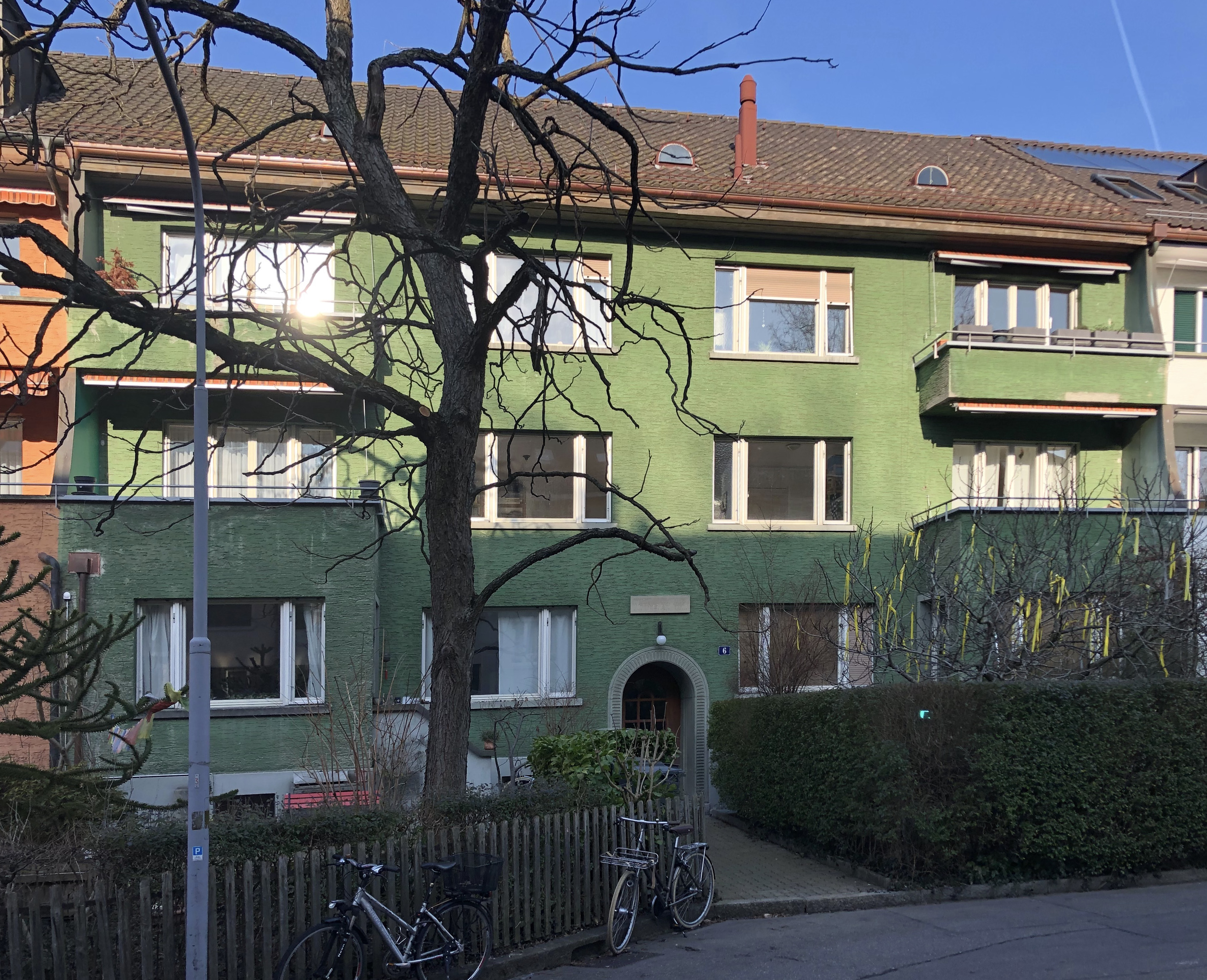
Kellers Wohnhaus an der Heinrich-Federer-Strasse 6

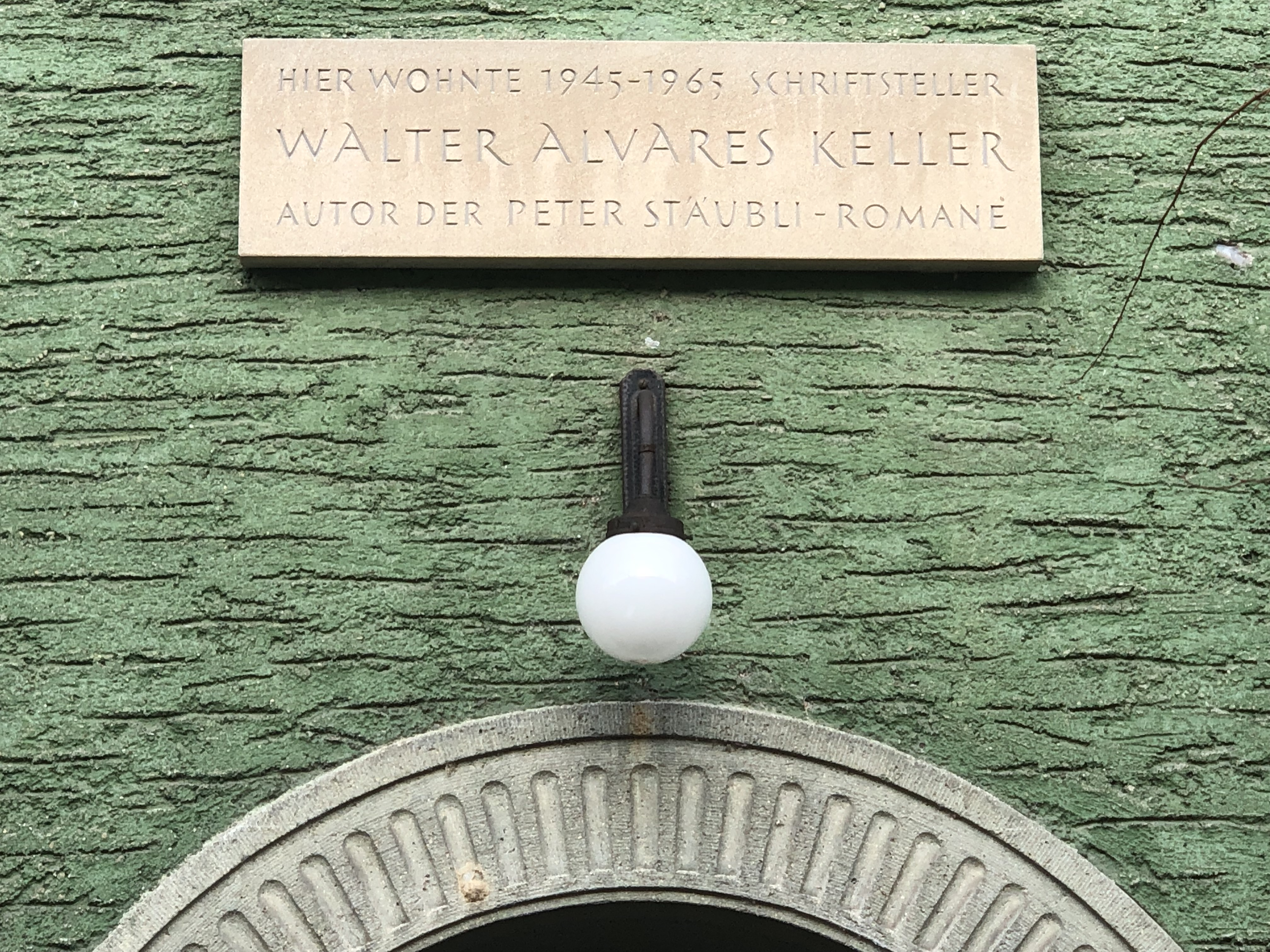
Gedenktafel

Da Kellers persönliches Archiv verloren ging und es kaum Literatur zu seiner Person und seinem Werk gibt, muss man sich fast ausschliesslich auf seine autobiographisch geprägten Bücher «Gottes weisser Mantelsaum», «Peter Stäubli was nun?» und «Brasilianisches Abenteuer» stützen.
Walter Alvares wuchs im Quartier Lee im «Haus zur Hoffnung» auf, einem alten Riegelbau an der Hoffnungsstrasse 7 in Zürich-Wollishofen. Sein Vater war der Schuhmacher Adolf Keller, seine Mutter Karoline war eine geborene Stäubli. Von 1924 bis 27 absolvierte Keller eine kaufmännische Lehre in einem Zürcher Handelshaus. Nach der Rekrutenschule wanderte er 1927 im Alter von 19 Jahren nach Brasilien aus. Brasilien war damals eines der Länder mit offenem Arbeitsmarkt, in das man ohne grosse administrative Hürden einwandern konnte.
Der junge Keller schien dort ein recht abenteuerliches Leben geführt zu haben. Zuerst arbeitete er als Brauereiarbeiter in São Paulo, später war er Eisenbahntramp, Händler, Steinschleifer und kaufmännischer Angestellter im brasilianischen Binnenland und schliesslich Transportunternehmer in Paraná. Im Gegensatz zu anderen Auslandschweizern, die im Ausland in Schweizervereinen das heimische Brauchtum mit Trachten, Fahnenschwingen und Jodeln weiterhin pflegten, war Keller um eine vollständige Integration in die brasilianische Gesellschaft bemüht; den Kontakt zum Schweizerverein brach er ab.
1930 heiratete er Margerida Pieper, die Tochter eines deutsch-baltischen Auswanderers in Brasilien. 1930/31 geriet er in die Wirren der Revolution, die den Diktator Getúlio Vargas an die Macht brachten. Nach einer schweren Gelbfiebererkrankung mit Komplikationen kehrte Keller 1932 nach Zürich zurück. Der Ausbruch des Krieges hinderte das Paar daran, wieder nach Brasilien zurückzukehren.
Keller war Mitglied der Sozialdemokratischen Partei und trat 1944 dem Kaufmännischen Verein Zürich bei. Nach 1945 war er als Vertreter der Weberei Guido Cornella in Amriswil tätig.
Nach dem Gewinn des 1. Preises des Kaufmännischen Vereins, den er 1947 mit einem Aufsatz über seine Erlebnisse in Brasilien gewonnen hatte, begann Keller zu schreiben. Ermuntert durch den Redaktor des Kaufmännischen Zentralblattes Adolf Galliker erweiterte er seinen Aufsatz zu einer grösseren Erzählung. Auf seinen Reisen als Vertreter durch die Schweiz schrieb er jeweils in den Wartesälen der Bahnhöfe. Alfred Graber, der Lektor der «Neuen Schweizer Bibliothek», nahm das Manuskript an und so erschien 1948 «Brasilianisches Abenteuer». 1951 folgte der zweite Brasilienroman «Ein Narr und zwei Diamanten». Das in Zürich spielende Roman «Du bist kein Engel, Angela» erschien 1954. Nach 1957 folgten im Abstand von zwei Jahren die drei Bände um Peter Stäubli, die Keller endlich Anerkennung brachten. Die Bücher erschienen alle als Vorabdruck zuerst im Tages-Anzeiger.
In den Jahren um 1960 wurde seine Peter Stäubli-Trilogie gern und oft gelesen. Die Bücher erreichten hohe Auflagezahlen, auch wenn sie von der offiziellen Literaturkritik weitgehend ignoriert wurden. Vor allem Peter Stäublis abenteuerliche Erlebnisse in Brasilien, die Keller in Karl-May-Manier schilderte, waren beliebt. Kellers letzter Roman «Anny» erschien 1965 und erhielt auch im Ausland gute Kritiken.
Von 1951 bis 1965 politisierte Keller im Zürcher Gemeinderat, wo er sich für kulturelle Belange, Ausbau und Renovation des Schauspielhauses und die Förderung von Dichtern und Künstlern einsetzte. 1954 erhielt er eine Ehrengabe der Städtischen Literatur-Kommission Zürich.
Keller verstarb nach kurzer schwerer Krankheit am 2. September 1965 in seinem 58. Lebensjahr. Unter den Gästen der Trauerfeier waren unter anderen auch der Stadtpräsident Emil Landolt und die Stadträte Jakob Baur und Rudolf Welter. Keller wurde gewürdigt als «ausgeprägter Individualist, der sich nicht mit der vorherrschenden Meinung abfinden konnte und der mutvoll eintrat für das, was er für richtig hielt. Er wählte nicht den Weg des Opportunisten, sondern wollte sich selber treu sein.»
1966 wurde an Kellers letzten Wohnadresse am Haus Heinrich-Federer-Strasse 6 in Wollishofen, in dem er von 1945 bis zu seinem Tod gewohnt hatte, eine Gedenktafel angebracht.

## Werke

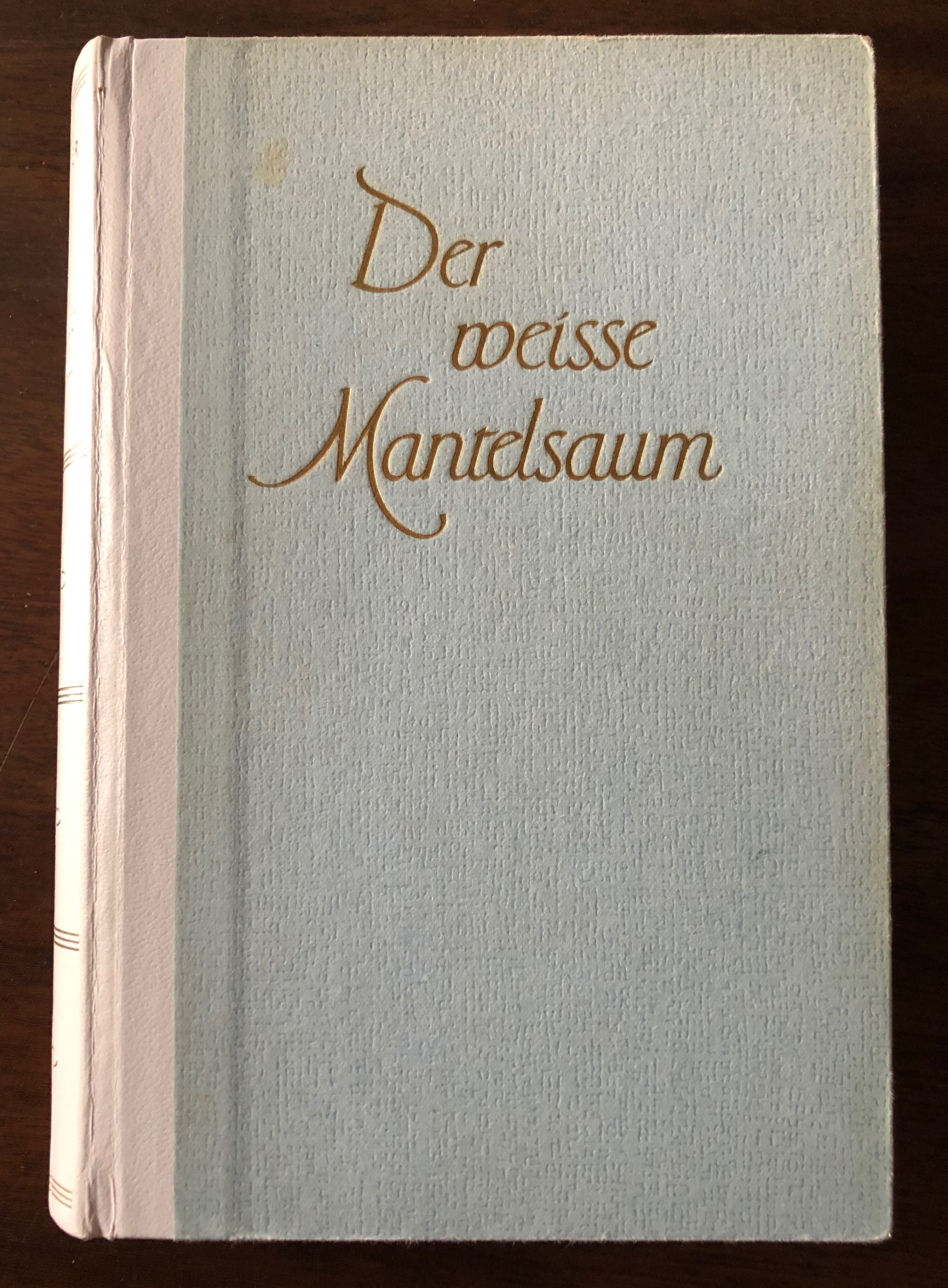
«Der weisse Mantelsaum»

Kellers Werk umfasst sieben Romane sowie seine Autobiographie:
- Brasilianisches Abenteuer; Schweizer Druck- und Verlagshaus AG; 1948
- Ein Narr und zwei Diamanten; Schweizer Druck- und Verlagshaus AG, 1952
- Du bist kein Engel, Angela; Schweizer Druck- und Verlagshaus AG, 1954;
- Gottes weisser Mantelsaum; Schweizer Druck- und Verlagshaus AG, 1957
- Peter Stäubli in Brasilien; Schweizer Druck- und Verlagshaus AG, 1959
- Peter Stäubli was nun? Schweizer Druck- und Verlagshaus AG, 1961
- Anny; Schweizer Verlagshaus; 1965
- Urwald – Liebe – Diamanten; Schweizer Verlagshaus; Ein Brasilienroman 1966 (posthum)

Im ersten Band der Peter Stäubli-Trilogie «Gottes weisser Mantelsaum» (auch «Der weisse Mantelsaum») schildert Keller als Peter Stäubli seine Kindheit und Jugend in Wollishofen, im Buch nennt er es Läugelhofen. Mit dem weissen Mantelsaum ist das weisse Wolkenband gemeint, das bei gewissen Schönwetterlagen über den Alpen liegt. Keller schildert eine Szene, in der der kleine Peter an einem föhnklaren Tag den Vater fragt, ob man den lieben Gott sehen könne. Der Vater zeigt zu den Alpen und antwortet: «An solchen Tagen ist es, als sehe man dort über den Bergen Gottes weissen Mantelsaum».
«Ein Narr und zwei Diamanten», «Peter Stäubli in Brasilien» und «Peter Stäubli was nun?» beschreiben seine Abenteuer in Südamerika und das schwierige Leben und die Entfremdung von seiner alten Heimat nach der Rückkehr in die Schweiz. In der posthum erschienenen Erzählung «Urwald, Liebe, Diamanten» erzählt Keller aus seinem abenteuerlichen Leben. «Du bist kein Engel, Angela – Ein psychologischer Roman zur Entstehung und Überwindung von Eifersucht»: Die Erzählung thematisiert Eifersucht innerhalb einer Familie in Wollishofen. Das Buch wurde 2014 neu aufgelegt. Im sozialkritischen Roman «Anny» aus dem Jahr 1965 prangerte Keller parteiinterne Missstände an, was ihm Kritik aus der eigenen Partei eintrug.

## Trivia
Als es 2009 darum ging, dem neu gestalteten Platz an der Endhaltestelle des Trams in Wollishofen einen Namen zu geben, schlug der Quartierverein auch die Variante «Walter-Alvares-Keller-Platz» vor; die Stadt entschied sich dann aber für «Wollishoferplatz».